# INS Venduruthy
Vous pouvez aider à l'améliorer ou bien discuter des problèmes sur sa page de discussion.
- Il ne cite pas suffisamment ses sources. Vous pouvez indiquer les passages à sourcer avec {{référence nécessaire}} ou {{Référence souhaitée}}, et inclure les références utiles en les liant aux notes de bas de page. (Marqué depuis mars 2025)
- Son texte doit être wikifié : il ne correspond pas à la mise en forme Wikipédia (style, typographie, liens internes, liens entre les wikis, etc.). (Marqué depuis mars 2025)

- Archive Wikiwix
- Bing
- Cairn
- DuckDuckGo
- E. Universalis
- Gallica
- Google
- G. Books
- G. News
- G. Scholar
- Persée
- Qwant
- (zh) Baidu
- (ru) Yandex
- (wd) trouver des œuvres sur Wikidata

L' INS Venduruthy est une base navale de la Marine indienne à Bombay qui accueille le commandement sud.
La base navale, Indian Naval Ship Venduruthy est considéré comme un rocher frégate, nom dérivé de l'histoire du Rocher du Diamant.

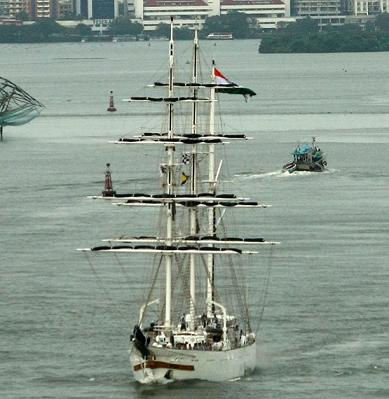
Le INS Sudarshini quittant la base.
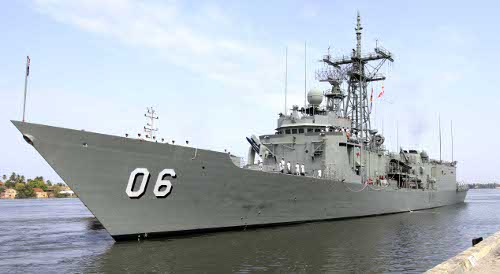
Le HMAS Newcastle, Classe Adelaide à la base.
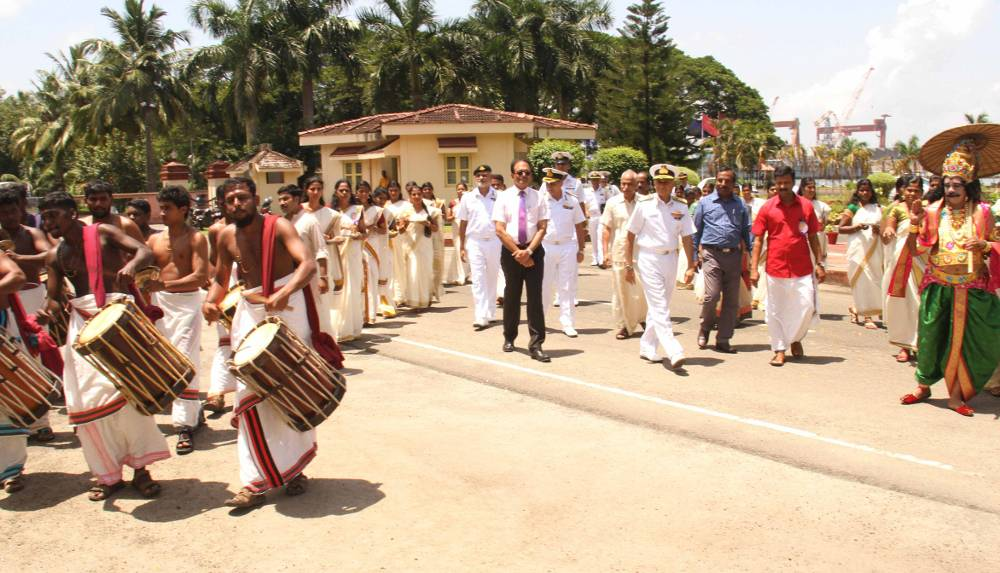
Visite de G Mohan Kumar, ministre de la défense.
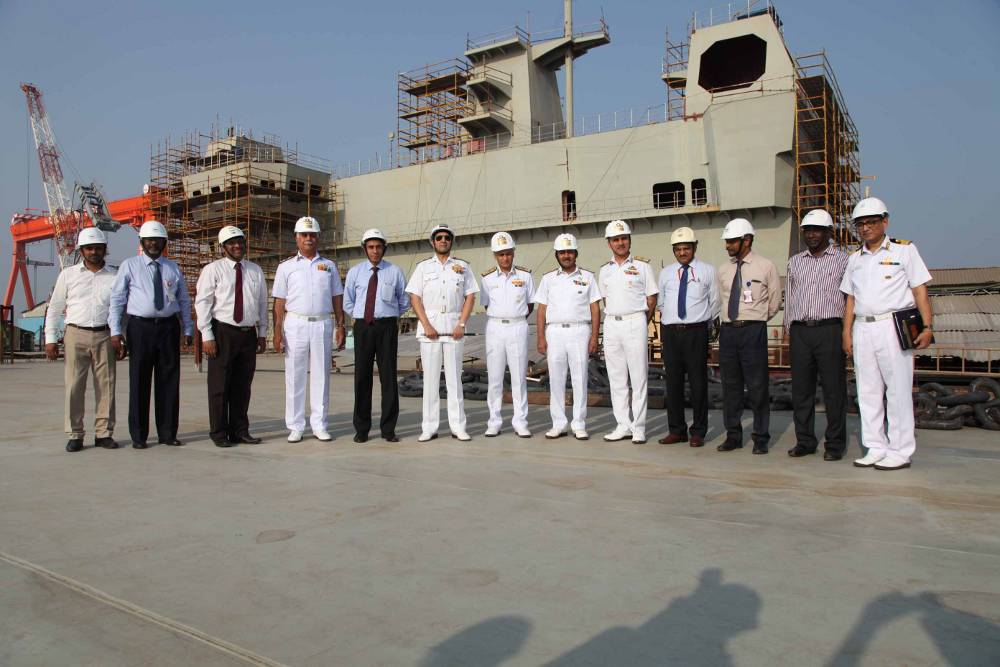
Visite de l'amiral RK Dhowan, chef d'état-major de la marine.

Elle porte le nom de l'ancienne île Venduruthy maintenant intégré à Willingdon Island.